# Anatkina spenceri
Anatkina spenceri är en insektsart som beskrevs av Young 1986. Anatkina spenceri ingår i släktet Anatkina och familjen dvärgstritar.
Artens utbredningsområde är Vietnam. Inga underarter finns listade i Catalogue of Life.